# Heicop (afwatering)
De Heicop is een afwateringskanaal in de provincie Utrecht. Het is genoemd naar de polder Heicop ten zuiden van De Meern, waar dit kanaal begint. De Heicop mondt na een lange weg via De Meern, de omgeving van Kasteel De Haar en Kockengen uit in de rivier de Vecht bij Breukelen. Het eerste gedeelte van de Heicop, vanaf het beginpunt tot De Meern, heeft de naam Lange Vliet.
De ontstaansgeschiedenis en de loop van dit afwateringskanaal worden beschreven in het artikel Lange Vliet.
Centrum: Drift · Kromme Nieuwegracht · Nieuwegracht · Oudegracht · Plompetorengracht · Stadsbuitengracht

Overig: Achtkantemolenvliet · Alendorperwetering · Amsterdam-Rijnkanaal · Biltsche Grift · Blekersgracht · Bijleveld · Haarrijn · Heicop · Heren- of Moesgracht · Jutfase Wetering . Keulse Vaart · Koekoeksvaart · Kromme Rijn · Kruisvaart/Bloemgracht · Lange Vliet · Leidse Rijn · Liesveldse Wetering · Maria- of Kruisvaartdwarsgracht · Merwedekanaal · Middelwetering (Heicop) · Middelwetering (Vleuterweide) . Minstroom · Noorderstroom · Oosterstroom · Otterstroom · Oude Rijn · Oude Wetering . Reijerscopse Wetering . Rijn . Uraniumkanaal · Vaartsche Rijn · Vecht · Vikingrijn · Vleutense Wetering · Westerstroom · IJlandsche Wetering · IJsselwetering . Zwarte Water